# 1026
Évszázadok: 10. század – 11. század – 12. század
Évtizedek: 970-es évek – 980-as évek – 990-es évek – 1000-es évek – 1010-es évek – 1020-as évek – 1030-as évek – 1040-es évek – 1050-es évek – 1060-as évek – 1070-es évek
Évek: 1021 – 1022 – 1023 – 1024 –  1025 – 1026 – 1027 – 1028 – 1029 – 1030 – 1031

## Események
- II. Konrádot Milánóban Itália királyává koronázzák.
- Pietro Barbolano velencei dózsévá választása (1032-ig uralkodik).
- VI. Henrik bajor herceg trónra lépése (1042-ben lemond).

## Születések
- Tostig Godwinson Northumbria grófja, II. Harold angol király testvére († 1066).

## Halálozások
- február 27. – V. Henrik bajor herceg.